# كميلاء نيلية
الكميلاء النيلية (باللاتينية: Moltkia coerulea) نوع نباتي يتبع جنس الكميلاء من الفصيلة الحِمحِمية.

## الموئل والانتشار
موطن هذا النوع بلاد الشام وتركيا والقوقاز وأوكرانيا.